# Villanovia villicornis
Villanovia villicornis là một loài ruồi trong họ Tachinidae.